# Chatterton (rivière)
Pour les articles homonymes, voir Chatterton.
La rivière Chatterton  (anglais : Chatterton River) est un cours d’eau du nord de la région de  Canterbury dans l’Île du Sud de la Nouvelle-Zélande. 

## Géographie
Elle s’écoule vers le sud à travers «Hanmer Forest Park», immédiatement vers l’ouest de la ville de Hanmer Springs, avant de se déverser dans la rivière Percival peu avant que celle ci s’écoule dans la rivière  Waiau.